# Tendeur de corde

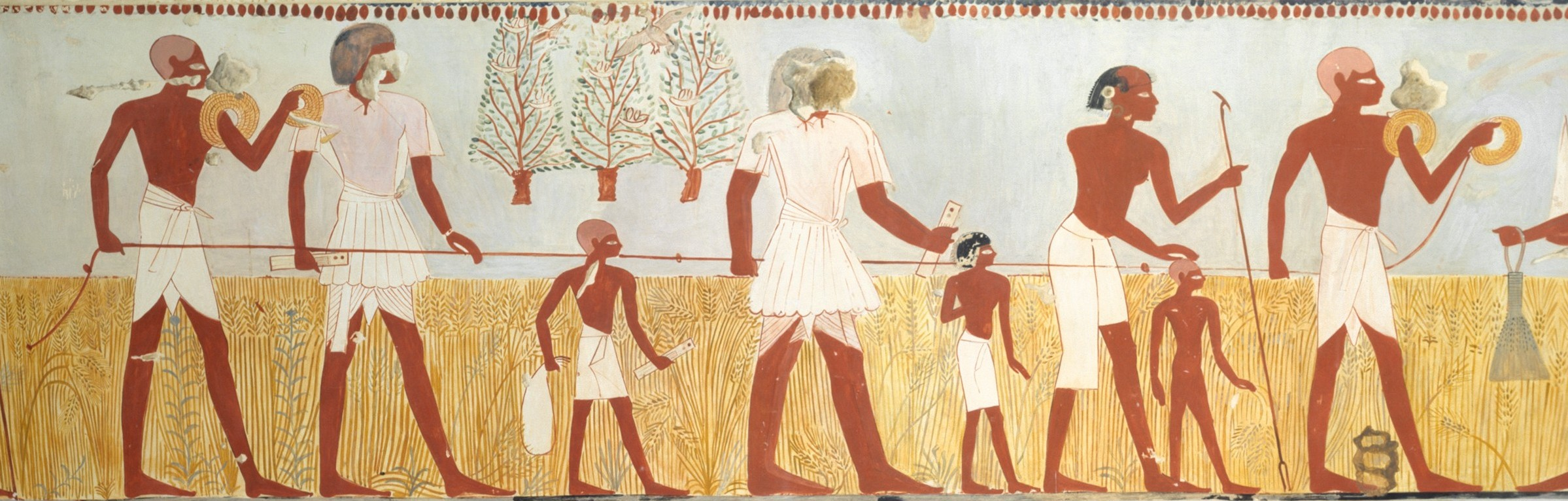
Une corde est utilisée pour mesurer les champs. Illustration dans la tombe de Menna, TT69.

Le tendeur de corde dans l'Égypte antique est un arpenteur qui mesure les démarcations des biens et des fondations à l'aide d'une corde qu'il étire afin de limiter l'affaissement de la corde. Cette pratique est décrite dans les peintures funéraires de la nécropole thébaine.

## Origine
Les premiers arpenteurs à utiliser des cordes et des plombs étaient égyptiens.
Quand l‘étirement de la corde est réalisée par des rois durant la phase initiale de la construction du temple, c'est probablement une cérémonie religieuse plutôt qu'un travail d'arpentage. Cette importante cérémonie, et donc l'étirement des cordes lui-même, est attestée sur plus de 3000 ans, du début de la période dynastique au royaume ptolémaïque. Attesté sur des documents datant du roi Scorpion, l'arpenteur-royal est requis pour restaurer les limites des champs après chaque inondation. L'art de mesurer les champs était donc très développé et, tout comme la mesure du niveau des eaux du Nil, extrêmement important. Les arpentages étaient la base de la perception de l'impôt foncier.
Au Musée du Louvre, on peut voir Sénènmout à genoux, coiffé d'une large perruque, avec une barbiche surplombant une tête avec un uræus, présentant une corde enroulée.
La technologie de l'étirement de la corde s‘est étendue à la Grèce antique et à l'Inde, où elle a stimulé le développement de la géométrie et les mathématiques. Certains pensent que c'est l‘Inde qui a influencé la Grèce.

## Méthode
Les tendeurs de corde utilisent le triangle rectangle 3-4-5 pour tracer des angles droits et pour des tracés de petits monuments. La précision de la méthode ne permet pas d'atteindre celle observée sur des monuments de grande dimension comme les pyramides.

## Contrôle de la corde
Au début de la mesure, l'arpenteur a vérifié que la corde de mesure était correct. C'est en même temps le symbole du début de la construction. Dans de nombreuses représentations, cet examen est présenté comme une action commune du pharaon et de la déesse de la sagesse Seshat. Pour ce faire, la corde de mesure est tendue en boucle entre deux percuteurs (fléaux). Avec la longue corde, la distance entre les battoirs doit donc être d'exactement six meh. Des repères sont placés sur la corde à l'endroit des battoirs. La distance entre ces marques et la longueur de base (trois « Meh ») est divisée par deux. L'une des marques constitue le point d'angle de l'angle droit lors du serrage sous forme de triplets pythagoriques. Sur les représentations du contrôle des cordes, ces marques sur la corde n'ont malheureusement pas encore été reconnues jusqu'à présent, c'est pourquoi la tension de la corde en boucle n'est qu'un indice de l'existence des cordes à douze nœuds dans l'Ancien Empire. Aucun nœud physique n'est représenté sur la corde de mesure du contrôle des cordes. Les nœuds permettant de diviser la corde ne sont pas non plus nécessaires. La désignation des marques en tant que nœuds n'est apparue que plus tard.
Le « contrôle de boucle » est un contrôle de la longueur correcte de la corde à douze nœuds (pour déterminer l'angle droit) et non une mesure sur l'ouvrage. L'essai de corde est l'étalonnage de la corde à douze nœuds.

## Invention du merchet
Le merchet (mrḥ.t) est un instrument de mesure de l'angle des pentes dans l'Égypte antique. Son existence est connue grâce à un hiéroglyphe correspondant. Dans le merchet, la cathète courte du cordeau de mesure est remplacée par une baguette de bois horizontale et la cathète longue par un fil à plomb qui pend verticalement. La partie de la ficelle correspondant à l'hypoténuse est supprimée. Un merchet basé sur la corde courte a une baguette de bois de quarante-deux « shep ». La moitié de la baguette porte la graduation en « shep ». Le fil à plomb d'une longueur exacte de vingt « shep » est fixé à l'extrémité de la baguette graduée. La moitié de la réglette sans graduation sert d'appui au niveau supérieur du talus. Pour une mesure propre, il faut respecter la position horizontale du tasseau. En déplaçant le tasseau, on détermine alors l'angle du talus avec lecture sur le bord supérieur du talus. Le merchet est un développement des connaissances acquises sur le terrain avec les cordes des arpenteurs.